# Јулио Вареско
Јулио Вареско (Усора, 28. децембар 1896 – Мадрид, 11. јануар 1937) је био босански револуционар и комуниста италијанског порекла, члан КПЈ од оснивања и шпански борац.

## Биографија
Рођен је 28. децембра 1896. у Усори код Добоја. Оца никада није упознао, а мајка, пореклом Италијанка, умрла је недуго након његовог рођења. Одраста у тешким условима, те већ као адолесцент одлази у Тузлу да учи типографски занат. Тамо долази у додир са револуционарним радничким покретом и социјалистичким идејама. 1. маја 1912. године истовремено добија сведочанство квалификованог слагара и легитимацију члана Типографског друштва, те тако и званично, са само 16 година, постаје члан радничког покрета. Када је избио Први светски рат, мобилизован је у Аустроугарску војску, али је као противник рата дезертирао. Са супругом Марицом имао је троје деце.

### Партијски рад
Крај рата га затиче у Сарајеву, где постаје члан новоосноване Комунистичке партије Југославије. Био је вођа илегалне партијске ћелије типографа након Обзнане и активно је радио у синдикатима. Био је председник тарифне комисије Синдиката графичара и један од предводника леве струје у Централној управи Савеза графичких радника Југославије. Синдикат графичара у Сарајеву био је у то време најуспешнији од свих градских синдиката, те се изборио за високе плате, осмочасовно радно време, здравствено и пензионо осигурање и подршку за незапослене графичаре. Упркос томе, није био ништа мање радикалан од осталих синдиката, првенствено захваљујући активности Јулија Вареска. Активно сарађује са Ђуром Ђаковићем, те 1925. бива ухапшен због штампања кандидатских изборних листа за њега. 1927. године постаје члан Покрајинског комитета КПЈ за Босну и Херцеговину. У том својству је требао да присуствује Дрезденском конгресу, али је био спречен јер је поново ухапшен, овај пут због поседовања радничких новина. Југословенске власти су више пута безуспешно покушавале да га депортују у Италију, пошто је номинално био италијански држављанин.
Након успостављања диктатуре 1929. године, Вареско је ухапшен и мучен у сарајевском затвору заједно са још 90 истакнутих комуниста. Након дуготрајног мучења, ништа није признао. Касније ће га генерални секретар КПЈ Милан Горкић истаћи као једног од људи који су "својим јуначким држањем уздигли барјак наше партије." Упркос томе што није признао учешће у субверзивним активностима, југословенски суд осудио га је, као сина Италијанке, на прогон из земље у марту 1930. године. Августа 1931. протеран је у Италију, где је као комуниста одмах изгнан у једно планинско село на северу државе које није смео да напусти. Тамо се две године издржавао тако што је обављао тешке физичке послове. 1933. године, захваљујући Црвеној помоћи је пребачен у Чехословачку, а одатле у Совјетски Савез. У СССР-у ради у штампарији Коминтерне Искра Револуције и припрема књиге и брошуре на хрватском језику. Након тога, Вареско се школује у радио-школи Коминтерне заједно са Стелом и Јосипом Копиничем. То значи да је обучаван за обавештајни рад кориштења радио-везе. 1936. године по налогу Партије одлази у Белгију и Француску, где краће време ради међу југословенским економским емигрантима.

### Шпански грађански рат
У Шпански грађански рат долази међу првим југословенским добровољцима, 5. октобра 1936. године. Тамо делује под именом Хуан Ромеро и одмах је изабран за комесара прве групе Југословена која је у Шпанију дошла из Совјетског Савеза. По доласку је прво послат у Естремадуру, где је обучаван за диверзантски рад под командом Божидара Масларића. У новембру 1936. бива распоређен у 12. интернационалну бригаду и послат на Мадридски фронт. Постављен је за политичког комесара Балканске чете унутар батаљона "Домбровски", који се састојао првенствено од пољских комуниста. Другови су га описивали као храброг борца који је током децембра и јануара увек предводио јурише у којима су заузимана села око Мадрида. На Мадридском фронту је и погинуо 11. јануара 1937, током борби за одбрану предграђа Лас Розас од фашистичких напада. Његову погибију у детаље је описао његов саборац Стеван Белић – Дудек:
Једанаестог јануара 1937. године у рану зору кренули смо у извиђање и потискивање непријатеља. На једном брдашцу смо наишли на коњичку претходницу. Њу смо за тили час, изненадном митраљеском и пушчаном ватром — распршили. Људи и коњи су бежали на све стране. Гонећи непријатељев ескадрон налетели смо на ватру. Непријатељ нас је тукао с десне стране, те смо били принуђени да изменимо правац наступања и кренемо према неком трњаку. Ту су биле нешто бројније противникове снаге, али ми смо покушали да их опколимо. Увидевши шта намеравамо, непријатељ је одступио. Ми смо напад усмерили ка Лас Розасу, али нас на једној падини непријатељ убрзо засу артиљеријском ватром. Морали смо да претрчавамо. У долини се разделисмо у три групе и кренусмо ка селу Махадахонда. Леву групу је водио Мразовић, десну ја, а средином се кретао Ромеро...

Требало је да прегледамо један воћњак и виноград с неком повећом (троспратном) вилом у ували под самим селом. Договорили смо се да ја с мојом групом пођем на брдо да бих митраљезима штитио Ромера и његову групу која је имала да прегледа кућу, виноград и воћњак. Пошто је група успешно обавила задатак, Ромеро је белом марамицом дао знак. Али када сам са групом стигао у воћњак чуо сам да је Ромеро погинуо. Пошто је већ био мрак сахранили смо га тек сутрадан. С њим се у име свих нас опростио Карло Мразовић, јер га је добро познавао.

## Наслеђе
Након погибије Вареска, Пролетер, званично гласило ЦК КПЈ, одао му је пошту, написавши да је спадао у "плејаду сјајних партијаца, која се у Босни васпитавала под руководством неумрлог Ђуре Ђаковића." После Другог светског рата и револуције, једно културно-уметничко друштво у Сарајеву понело је његово име. Данашња улица Фра Антуна Кнежевића у Сарајеву такође је некад носила име Јулија Вареска.